# Steven Zaillian
Steven Zaillian (født 30. januar 1953) er en amerikansk manuskriptforfatter, filminstruktør og filmproducer. Han er grundlægger af filmproduktionsselskabet Film Rites. Han vandt en oscar for sit manuskript til Schindlers liste, og har været nomineret for Livet længe leve (1990), Gangs of New York (2002) og Moneyball (2011).
Zaillian blev født i Fresno, Californien. Han gik på Sonoma State University, dimitterede fra San Francisco State University og bor i Los Angeles. Zaillian startede sin karriere med at redigere film, og fik sit gennebrud som manuskriptforfatter i 1985 med filmen Falken og snemanden. I 1993 instruerede han filmen Searching for Bobby Fischer. I 2011 skrev han manuskripterne til de 2 oscarnominerede film Moneyball og The Girl with the Dragon Tattoo.

## Eksterne Henvisninger
- Steven Zaillian på Internet Movie Database (engelsk)
- Steven Zaillian på Filmdatabasen
- Steven Zaillian på Scope
- Steven Zaillian på Svensk Filmdatabas (svensk)
- Steven Zaillian på AlloCiné (fransk)
- Steven Zaillian på AllMovie (engelsk)
- Steven Zaillian på The Movie Database (engelsk)